# Achilixius muiri
Achilixius muiri är en insektsart som beskrevs av  1989. Achilixius muiri ingår i släktet Achilixius och familjen Achilixiidae. Inga underarter finns listade i Catalogue of Life.